# New Baltimore (Wirginia)
New Baltimore – jednostka osadnicza w Stanach Zjednoczonych, w stanie Wirginia, w hrabstwie Fauquier.